# Дмитриј Бутурлин
Дмитриј Бутурлин (1790 — 9. октобар 1849) био је руски генерал и војни историчар.

## Биографија
Бутурлин је учествовао у Наполеоновим ратовима тј. у борбама против француских снага у Русији (1812-3). Године 1823. ступа у француску војску где је за интервенцију у Шпанији (Шпанска либерална револуција) добио чин генерал-мајора. Учествовао је и у Руско-турском рату (1828–9). Бутурлин је био плодан војни писац. Своја дела је писао на француском језику. Описивао је Наполеонов поход на Русију и ратове са Турском у којима је и сам учествовао. Након смрти, објављена му је студија о Кутузову као команданту.